# Об'єднана народна партія Бутану
Об'єднана народна партія Бутану (англ. Bhutan People's Unity Party) — бутанська політична партія. Існувала з 2006 по 2007 рік, засновником партії був Ешей Зімба.